# 媽閣交通樞紐
媽閣交通樞紐，位於澳門半島西南面媽閣的大型交通樞紐，設有三層地庫，包括巴士總站、的士站、旅遊巴上落客區、私家車及電單車停車場，與澳門輕軌媽閣站無縫連接。另外，在交通樞紐地面層和一樓打造一個佔地約10,000平方米的廣場及空中花園。在規劃及興建期間，澳門特別行政區政府當時計劃於該處興建行人河底隧道連接至廣東省珠海市香洲區灣仔街道；2020年12月4日，運輸工務司司長羅立文在澳門立法會表示，政府無意建設連接珠海灣仔的河底隧道，因為連同已啟用的青茂口岸，預計未來10至20年，珠澳連接口岸已足夠使用。

## 歷史

### 公開展示
2011年3月，政府跨部門包括運輸基建辦公室、交通事務局、土地工務運輸局、文化局、旅遊局、港務局和建設發展辦公室組成的“媽閣交通樞紐規劃協調小組”完成該交通樞紐的設計，計劃於2012年上半年啟動招標程序，爭取與澳門輕軌系統一期同步竣工。該小組亦宣佈於3月11日至4月10日期間，展開為期一個月的公眾說明活動，分別在媽閣廟前地（3月11日至20日）及司打口休憩區（3月21日至4月10日）設置展示亭，展示實體模型、交通樞紐運作模擬短片和展板資料，讓居民和旅客了解交通樞紐的規劃。

### 前期工程及招標
2012年7月25日，前期工程之一的「媽閣交通樞紐地下連續牆建造工程」進行開標，造價由澳門幣86,968,738元至189,593,888元不等，其中有10間競投公司的標書獲得接納，3間有條件接納，最長施工期為430日。該工程將於西灣湖景大馬路鄰近媽閣巴士總站的區域，興建四邊總長約500米、深約33米的地下連續牆，除能作為地下工程與周邊建築之間的屏障，形成保護作用外，亦是為日後媽閣交通樞紐及輕軌站兩項地下建設工程創造安全、良好的施工環境，並讓兩項工程獨立進行施工，提升輕軌整體工程效率，政府隨後將開展媽閣交通樞紐及輕軌媽閣站的興建工作。
為配合媽閣交通樞紐及輕軌媽閣站工程的需要，土地工務運輸局就西灣湖景大馬路展開道路重整，第一階段工程於2014年12月5日開標，工程造價為2千5百萬和3千1百多萬澳門元，工期約120天。
2014年7月9日，輕軌澳門半島線首個相關工程"媽閣交通樞紐建造工程"進行公開招標競投，截標日期為2014年9月10日，最長施工期為1399天。施工地點位於西灣湖景大馬路及媽閣上街之中央地帶，將建設一層地面層及三層地庫的綜合交通運輸基建設施，當中包括汽車及電單車停泊區、巴士落客區及停泊區、旅遊車停泊區、綠化廣場及觀景平台等設施，建成後將有利整合輕軌、巴士、的士等公共交通工具，透過換乘方式到達不同的目的地，實現無縫連接的出行模式。
2014年9月11日，“媽閣交通樞紐建造工程”進行公開開標，共有11間公司參與競投，造價由澳門幣1,221,860,000.00元至1,680,605,168.00元不等，其中有5間競投公司的標書獲得接納，5間有條件獲接納，以及1間不被接納，最長施工期為1399日。

### 主體工程動工
2015年1月，主體建造工程正式動工，工程由振華海灣工程有限公司/中國建築工程(澳門)有限公司合作經營承攬，工程判給金額為1,238,000,000元，沒有超出預算。
2015年6月25日，西灣湖景大馬路道路重整工程於正式動工，首先進行為期30日的前期遷移工程並實施有限度通車。
2015年7月31日晚上8時起，位於西灣湖景大馬路旅遊巴上落客區停止運作，配合交通樞紐主體工程展開。
2017年11月13日，澳門輕軌媽閣站前期建設工程展開。
2019年1月8日，運輸基建辦公室於離島區社區服務諮詢委員會上介紹的輕軌建設狀況，爭取該交通樞紐於同年完工。媽閣站建設工程已展開，預計於2024年完工。

### 完工及後續改善工程
2020年3月22日，建設發展辦公室宣佈建造工程完工，現正進入移交程序。因應輕軌媽閣站工程與媽閣交通樞紐的連接部分仍進行施工作業，按工作計劃，該範圍預計2022年上半年完工。另外，考慮到媽閣交通樞紐連接媽閣上街及聖地牙哥酒店一帶道路的整體協調性，以及海關總部大樓的交界位置等的整改及優化，建設辦計劃將於2020年第三季開展“媽閣交通樞紐優化工程”。
2022年1月26日，建設發展辦公室主任林煒浩表示，媽閣交通樞紐已經於2020年3月完工，考慮到便民需要，在不影響輕軌媽閣站施工及安全的前提下，將適度開放部分設施，現正與相關部門協調。至於氹仔線接駁媽閣站工程於2023年第四季至2024年初具備通車條件，媽閣站亦將配合投入服務。而「媽閣交通樞紐優化工程」通過「詢價招標」方式；七間公司被邀請，七間公司回標。獲判給實體為建鵬建築工程有限公司，價格為18,790,610元，期限為120工作天。而「媽閣交通樞紐優化工程-監察」也是七間公司被邀請，七間公司回標。獲判給實體為優仕工程顧問有限公司，價格為1,032,500元，期限為150工作天。
2022年10月6日，受COVID-19疫情影響，交通樞紐及輕軌站建造工程延誤74個工作天，竣工日期延至2023年3月，工程超支約0.7%，超時2.9%。政府在2022年底解釋，輕軌站及交通樞紐為兩個獨立工程，但設計上硬件之間互相連接。由於媽閣站仍在建設中，整體媽閣交通樞紐要配合媽閣站完成才能開放。媽閣交通樞紐有廣場、停車場及巴士站，現正協調相關部門在安全情況下提早開放部分設施。但當時協調已經大半年，媽閣交通樞紐的設施仍未開放使用。
2022年11月26日，公共建設局表示交通樞紐已具備使用條件，將爭取短期內，開放當中的廣場，地下巴士站和停車場等設施予大眾使用。

### 啟用
2022年11月30日，在澳門立法會討論2023年財政年度施政辯論中，運輸工務司司長羅立文表示交通樞紐於同年12月3日啟用。
2022年12月3日，位於交通樞紐內地庫一層的巴士總站及地庫三層的公共停車場正式啟用，地面廣場亦於同日起開放使用，其餘區域將配合澳門輕軌媽閣站開通一併啟用。
2023年1月14日，公共建設局再啟用多一台升降機連接至巴士總站，該升降機位於輕軌媽閣站地面層，作為無障礙通道供市民使用。屆時亦將同步開放輕軌站外圍南、北綠化區。另外，巴士總站車道路面受損毀的飾面，當局稱，已於同年1月11日完成清除，因工程仍在保固期，故承建商須無償負責相關修復工作，當局將敦促提交方案，以儘快開展修復工作。
2023年6月23日上午10時起，位於交通樞紐地庫二層的重型客車停車場正式開放使用。
2023年12月8日，媽閣站正式啟用，交通樞紐所有內部設施（商店除外）同日起全面開放使用。

## 樓層分佈
| 樓層分佈 | 1/F       | 媽閣站天台花園、商鋪                                                     |
| 樓層分佈 | G/F       | 廣場、商鋪、的士站、交通樞紐出入口、 █ 氹仔線媽閣站A、B及C出入口         |
| 樓層分佈 | C/F       | 夾層通往 █ 氹仔線媽閣站票務大堂、C及D2出入口（僅限部分扶手電梯或升降機） |
| 樓層分佈 | -1/F／P/F | 巴士總站、空調候車室、 █ 氹仔線媽閣站D1及D2出入口                        |
| 樓層分佈 | -2/F      | 重型客車停車場及上落客區、空調候車室                                     |
| 樓層分佈 | -3/F      | 輕型汽車及電單車停車場                                                   |

## 廣場及天台花園
位於交通樞紐地面層，預計將納入市政署市政花園及設施管轄範圍。2023年6月，公共建設局表示，天台花園於澳門輕軌媽閣站開通時同步開放，站內其中一部升降機及南、北花園等局部區域已開放使用。

## 商業設施
2023年6月5日，運輸工務司司長羅立文出席立法會全體會議時回應輕軌路線及未來營運公司相關問題時提到，交通樞紐及輕軌站有少量商業元素，有三至四個鋪位，但在首次開標後沒有收到任何標書，認為暫時沒人感興趣，並計劃在年內再度開標。
2023年12月，媽閣站啟用在即，輕軌公司表示正開展新一輪招標工作，有部分人有興趣和查詢，他相信有客流便有商戶進駐。其中站內票務大堂設4個鋪位，月台層則有2個商鋪，大部分在閘外的非付費區。另外在交通樞紐範圍內設有6間商鋪，合共12間商舖正開展新一輪招標；周邊廣告燈箱58個，期望增加廣告收益。

## 公共交通設施

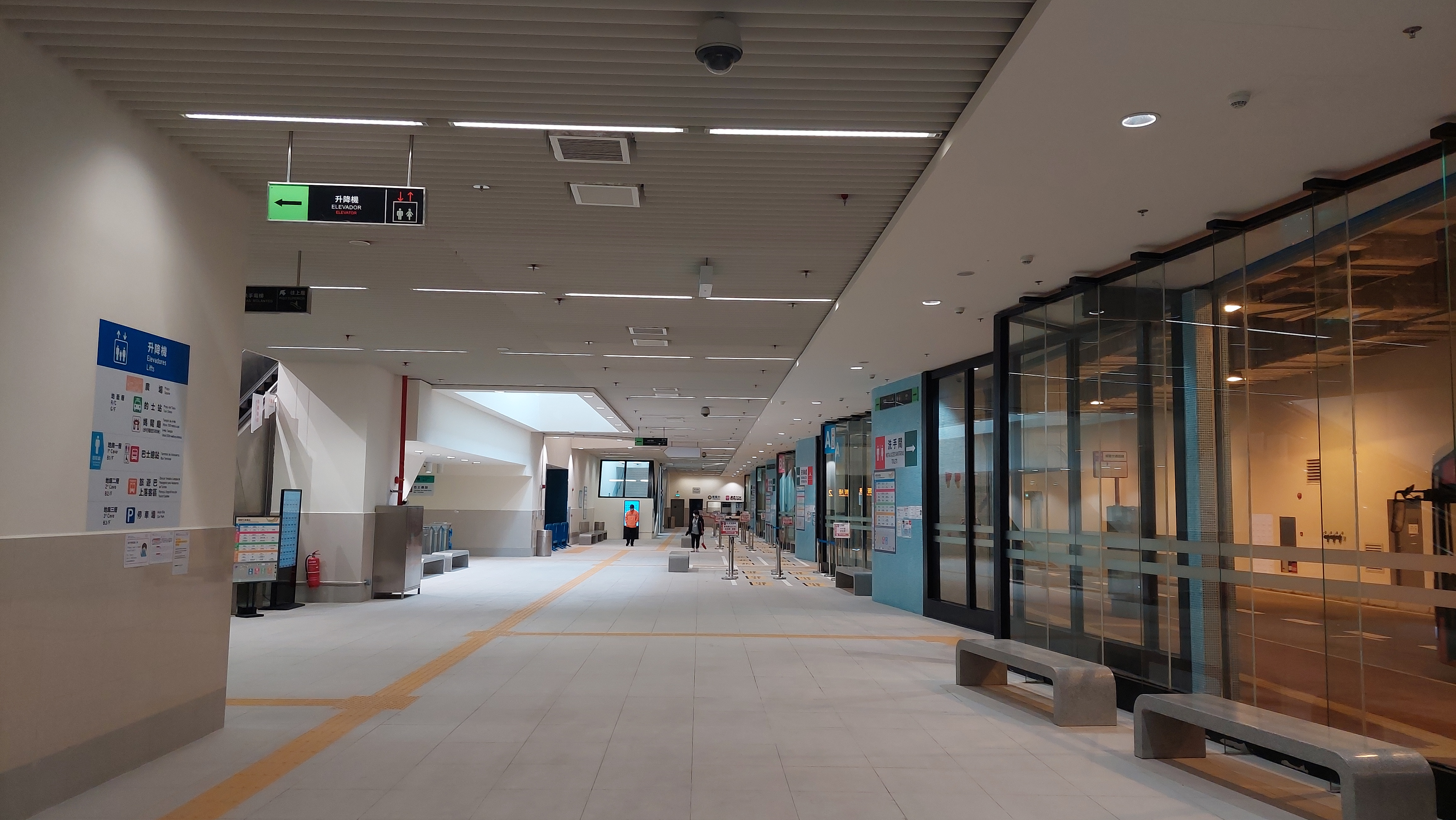
位於地庫一層的巴士總站，設有空調候車室

### 巴士

#### 巴士總站
2022年12月3日首班車起，原位於西灣湖景大馬路近海邊的媽閣總站將遷往位於地庫一層的新巴士總站，站場採用上落客分流形式運作；原本以原“媽閣總站”為總站的巴士路線，以及5、6B路線皆正式搬遷至該總站開出。而“媽閣總站”改為中途站，並更名為“西灣湖景大馬路／媽閣碼頭”站。
2023年8月11日，行政長官賀一誠出席澳門立法會答問會時表示，指媽閣站於同年12月通車及啟用後，將開通連接媽閣交通樞紐至關閘及青茂口岸等巴士專線，以解決部分旅客出行問題。同年11月15日，行政長官賀一誠出席澳門立法會《澳門特別行政區政府2024年財政年度施政報告》答問會時表示，將按計劃於同年12月開通媽閣線，正在籌備設立轉乘或專線巴士分別往返關閘或外港客運碼頭。
為配合輕軌媽閣站即將啟用，當局於2023年12月2日起新增一條巴士路線由媽閣交通樞紐往返青茂口岸及關閘，另外調整兩條巴士路線之走線並更改編號，以加快疏導從輕軌媽閣站經皇朝區往返台山或外港碼頭。

#### 巴士中途站
2023年12月2日，於交通樞紐地面層近輕軌媽閣站B出入口新增巴士站，並命名為“西灣湖景大馬路／媽閣交通樞紐”站，合共8條巴士路線新增停靠。同年12月16日起再多一條巴士路線新增停靠。
M277 西灣湖景大馬路／媽閣交通樞紐（Av. Panorâmica do Lago Sao Van / Centro Modal de Transportes da Barra）
路線：16S、26、28B、55、60、65、71S、MT4、N3

### 的士
的士站位於交通樞紐地面層，分為上客區和落客區。

### 輕軌
夾層與地庫一層設有輕軌媽閣站出入口。2023年1月14日，增加啟用一台升降機，作為無障礙通道供居民使用，該升降機位於輕軌媽閣站地面層，可直達站內月台層，再沿無障礙通道前往媽閣交通樞紐地庫一層巴士總站乘搭公共巴士。
2023年12月8日，作為氹仔線延伸澳門半島一部分的媽閣線正式通車，媽閣站同步正式開放使用，該站A、C、D1及D2出口連接交通樞紐內地面層、夾層及地庫一層；其中位於地庫一層的D1出口無縫連接該站的1號月台往氹仔碼頭方向。

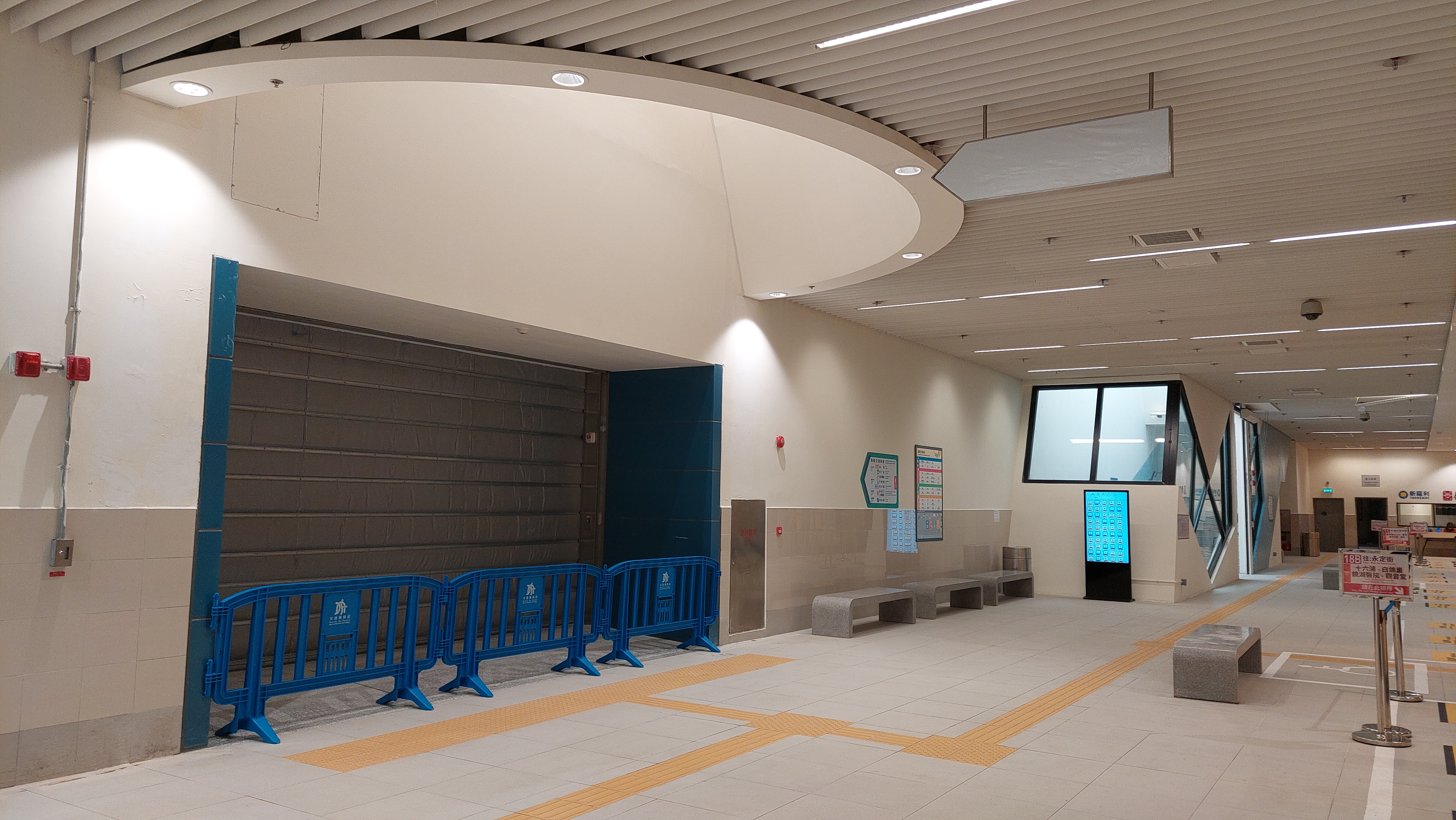
澳門輕軌媽閣站D1出入口，2022年12月啟用初期尚未開放
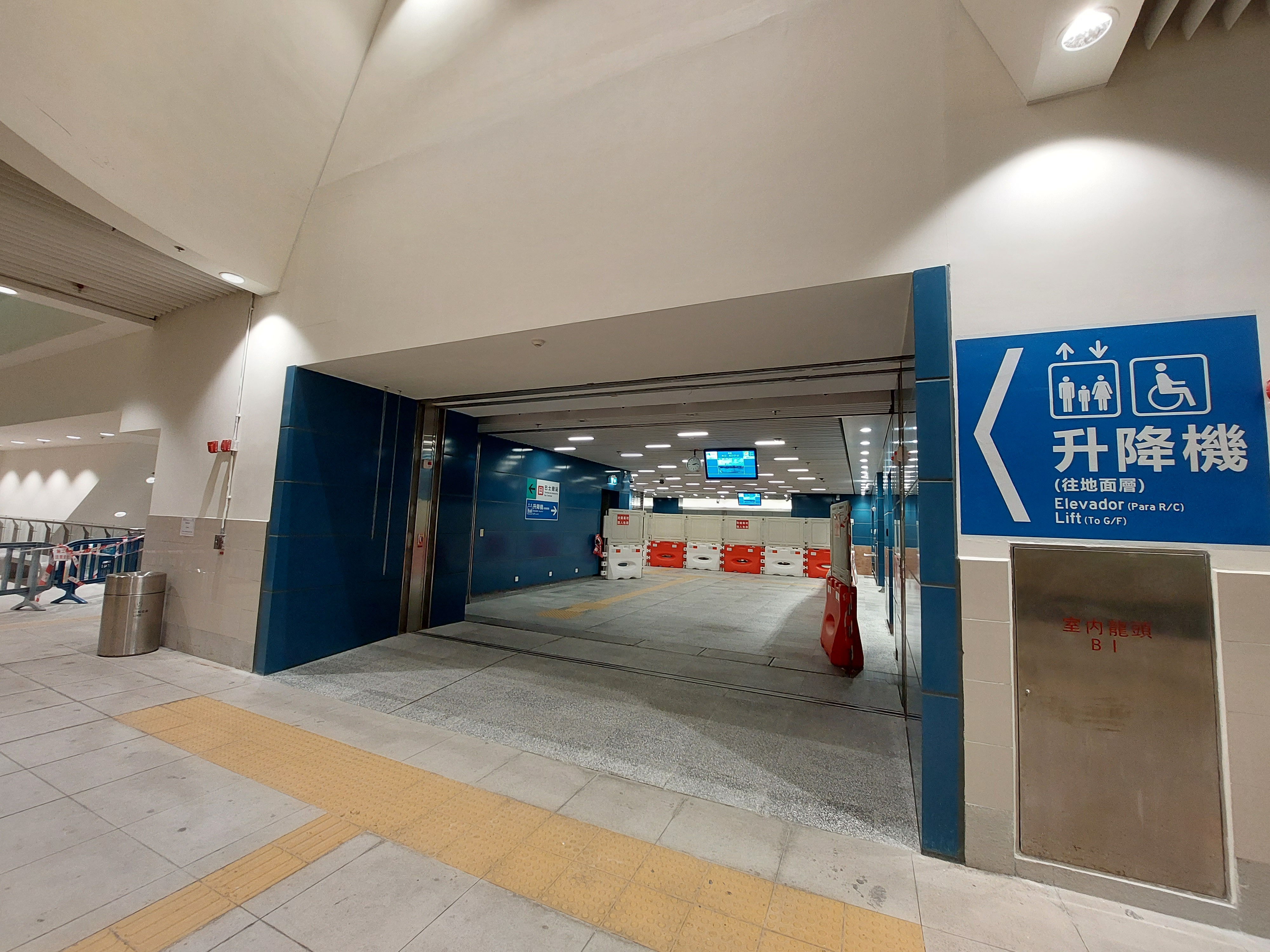
輕軌媽閣站D1出入口（當時以巴士總站新增無障礙通道為名義開放）
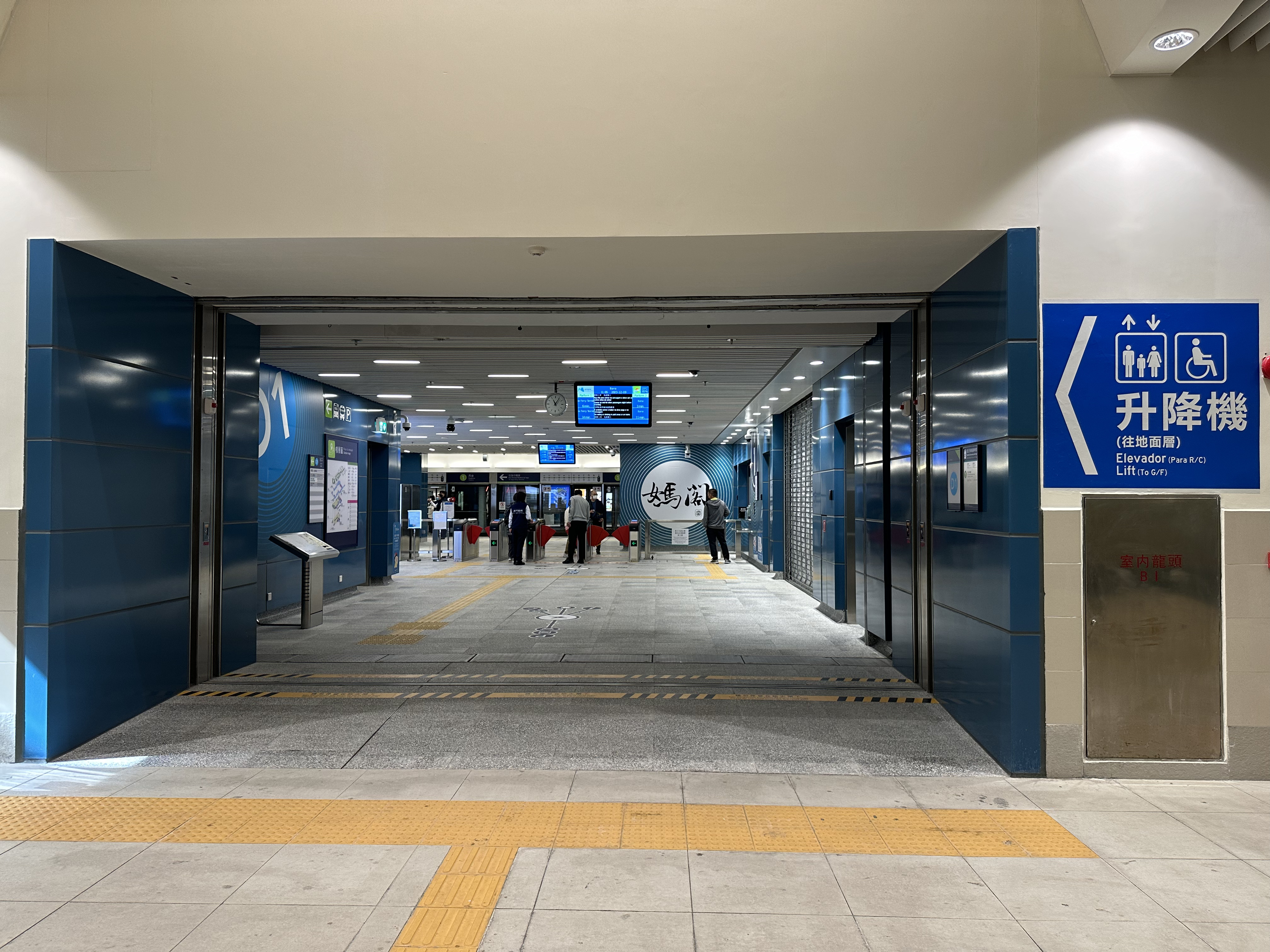
輕軌媽閣站正式開放後的D1出入口

### 重型客車停車場及上落客區
位於交通樞紐的地庫二層，於2023年6月23日上午10時起對外開放使用，共提供27個重型客車泊位，出入口與巴士駛入交通樞紐的位置相同，駕駛者可按指示經分岔路進出停車場。重型客車停車場泊位按時段收費，不設月租泊位。日間普通票時段為上午8時至晚上8時前，每小時或不足1小時收費12澳門元，其餘時段為夜間普通票，每小時或不足1小時收費為6澳門元。

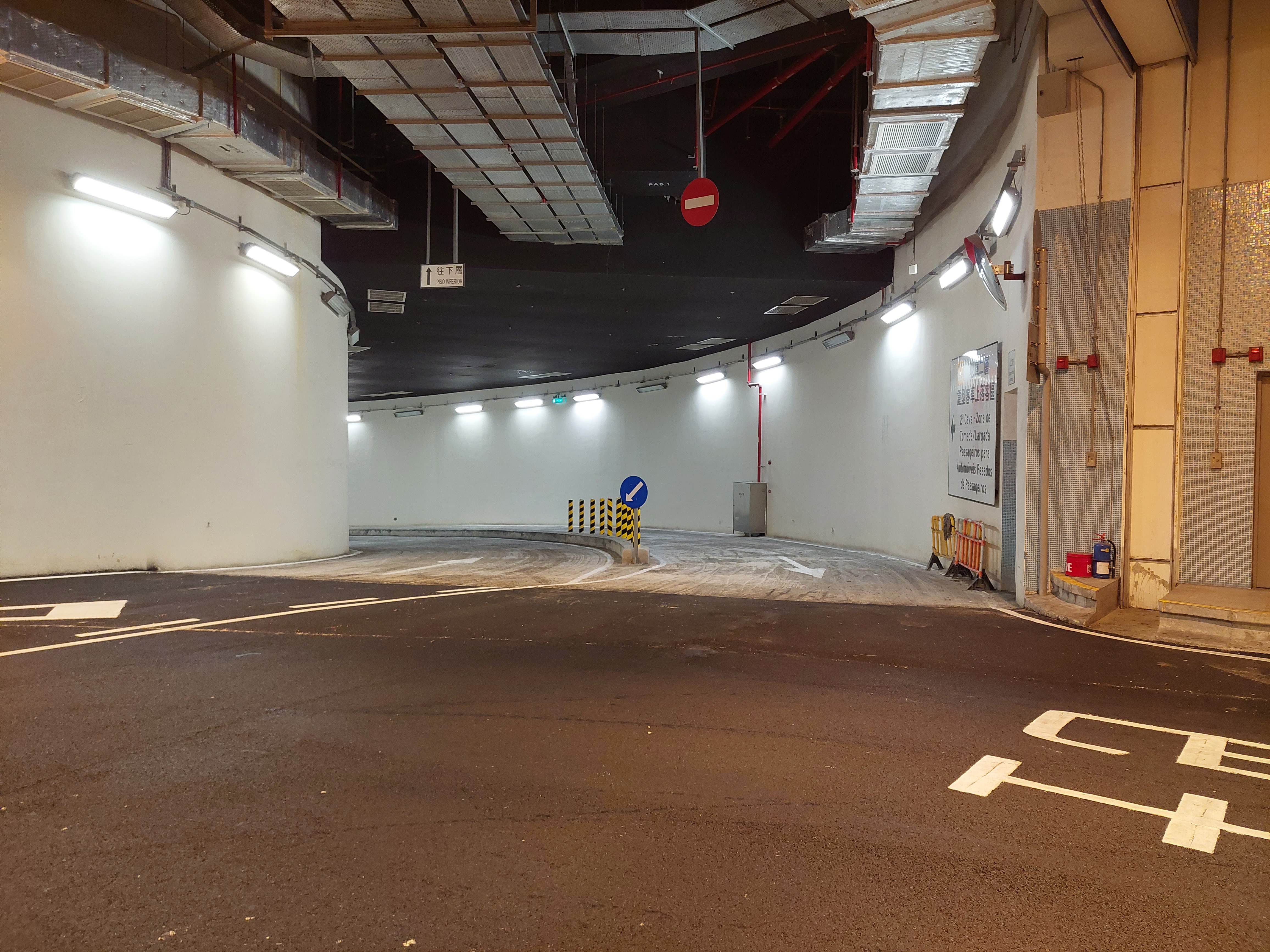
媽閣交通樞紐地庫二層重型客車上落客區出入口
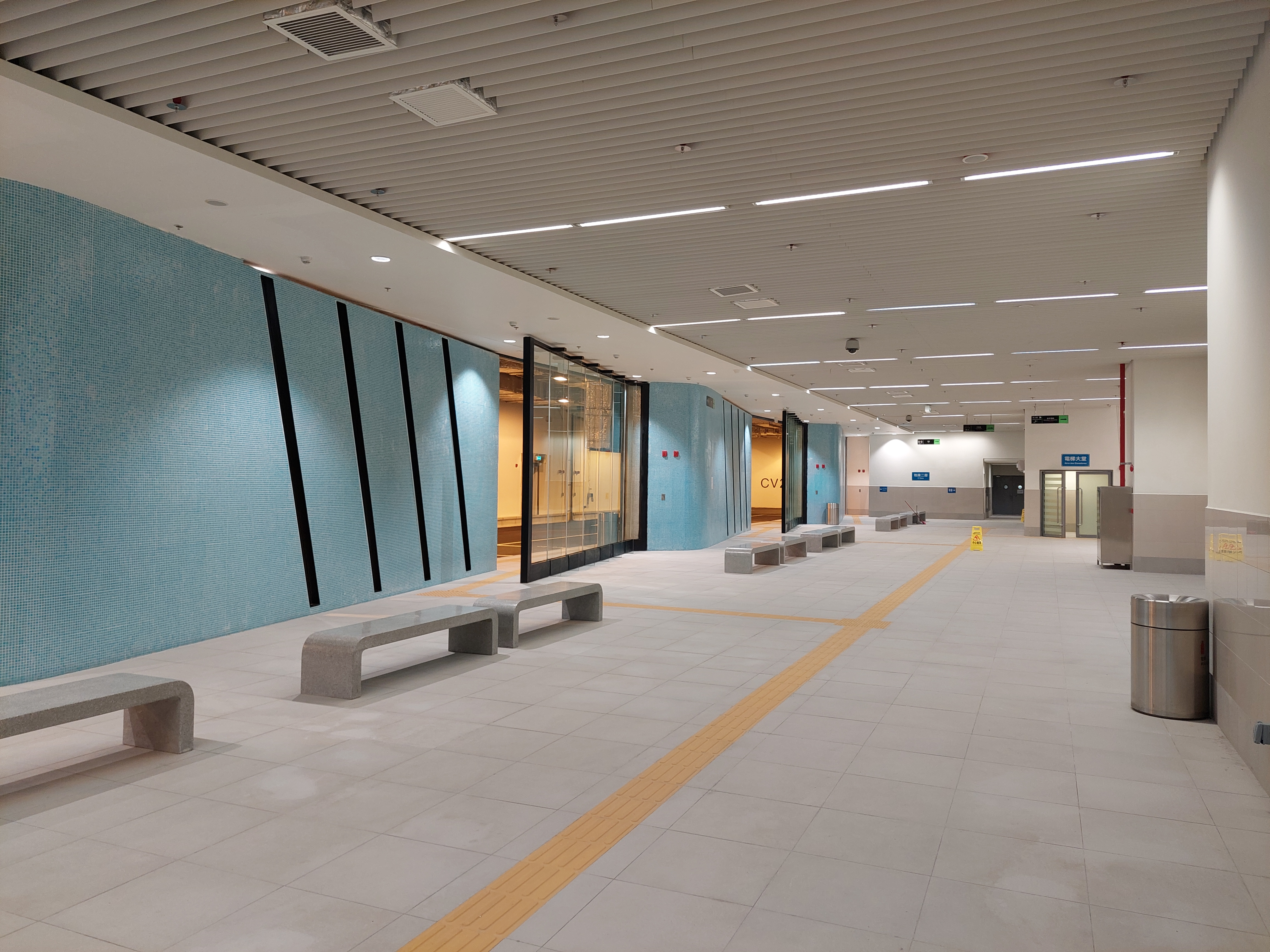
媽閣交通樞紐地庫二層重型客車上落客區空調侯車室

### 輕型汽車及電單車停車場

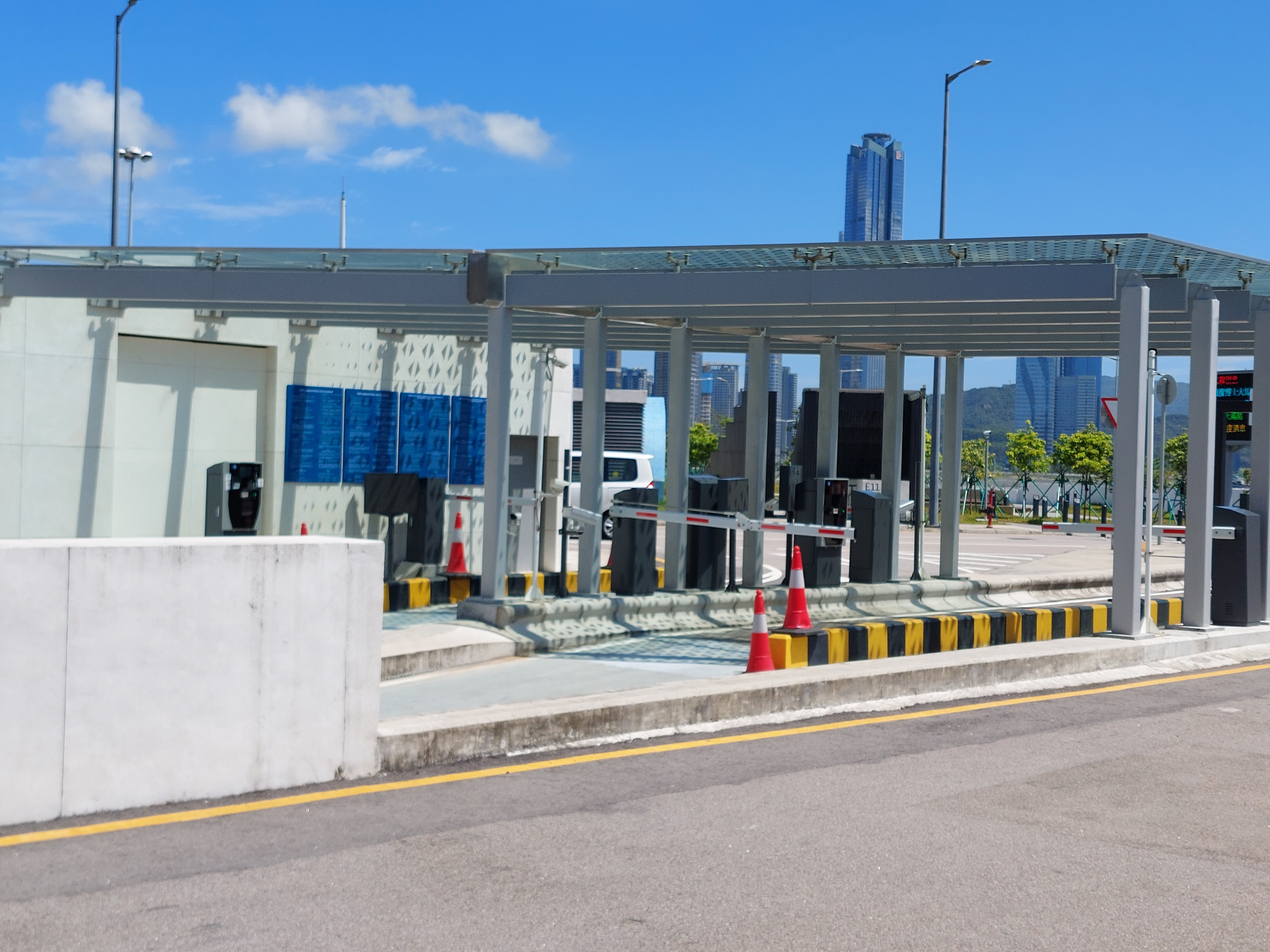
媽閣交通樞紐地庫三層停車場出入口

交通樞紐地庫三層設有輕型汽車及電單車停車場，於2022年12月3日起同時開放，由澳門輕軌股份有限公司負責管理，設有201個輕型汽車泊位，包括3個殘疾人士泊車位，以及403個電單車泊車位，停車場出入口位置均設於西灣湖景大馬路鄰近媽閣交通樞紐巴士總站路段。停車場不設月票，所有停泊車輛按時收費，接受現金、澳門通或MPay支付，收費為︰輕型汽車日間（上午8時至晚上8時前）每小時或不足1小時6元，夜間（晚上8時至翌日上午8時前）3元；電單車日間每小時或不足1小時2元，夜間1元。
為便利新春期間計劃到媽閣廟一帶之公眾，2023年1月21日（農曆年三十）中午12時至1月24日（農曆年初三）晚上11時59分，位於地庫三層的公共停車場免費開放予駕駛者停泊。
如地球物理氣象局發出八號風球並同時發出第二級（黃色）或以上風暴潮警告期間，位於地庫二層的重型客車上落客區及地庫三層的輕型車輛及電單車停車場於八號風球發出後90分鐘起關閉，屆時停泊於相關停車場的車輛均不能進出。

## 爭議

### 工程建設期間
2017年12月下旬，媽閣站興建工程展開，由西灣湖景大馬路往河邊新街方向近媽閣總站一段有臨時改道措施，該方向交通運作維持兩線行車，惟因與巴士線站並無分隔，繁忙時段顯得混亂。傍晚繁忙時段由離島經西灣大橋往澳門內港方向車輛較多，西灣湖景大馬路進入河邊新街一段堵塞嚴重，施工現場維持兩線行車，但因路面收窄，媽閣總站部分巴士泊位與行車道並無分隔，巴士離站時與其他車輛爭道，電單車穿插其中，路面情況混亂，險象環生。同時因現場路段有不同程度損毀，對電單車駕駛者存在安全隱患，車輛進入改道路段時需留意路面情況及以安全車速行車。
2021年4月7日，澳門日報頭版標題為“媽閣一帶交通亂！”，內容指出媽閣西灣一帶受媽閣交通樞紐及輕軌站主體工程，以及鄰近西灣湖景大馬路堤圍加固工程曠日持久影響較大，行車路面多次調整，令周邊以至往來西灣大橋交通常受影響。運輸工務司司長指由工務局負責的鄰近西灣湖景大馬路堤圍加固工程成為運輸工務範疇超過一億工程中延誤之冠。工程由2019年第四季動工，工期285個工作天，造價3.65億元。目前工期延誤逾3成5，主要受疫情影響。超支則屬可以接受，不足百分之1。 雖然疫情影響屬不可抗力，但工程是為配合整體防災減災工作開展，風雨季將至，未知能否趕及完工，減低風暴潮對堤圍的損害。受媽閣及西灣湖景大馬路工程影響，周邊交通經常改道。部分路段雖然維持兩線行車，但行車路面收窄，不少駕駛者反映行車不暢順，尤其上下班高峰交通擠塞。加上不少大型工程車出入，除了容易遮擋駕駛者視線，路面亦凹凸不平，存在安全隱患。部分工程竣工期以年計，市民只能期望政府完善路況，抓緊工程進度，工程盡快完成後紓緩該區交通困局。
2021年12月16日，澳門立法會召開全體會議，間選議員林倫偉在議程前發言時關注交通規劃問題，表示媽閣交通樞紐工程建設已久，導致周邊經常改道，交通混亂，市民叫苦連天，雖然當局一再強調媽閣交通樞紐和輕軌媽閣站是兩個獨立工程，但又稱媽閣交通樞紐須待輕軌媽閣站完成才能開放。他強調相關部門有必要盡快公布更多資訊，讓市民了解確實的完工時間，介紹兩者的作用及未來周邊的交通規劃等，以釋除大眾的疑慮，亦要盡快落實媽閣及周邊的交通和城市規劃，透過整合輕軌與巴士等各項公共交通服務，便利居民和旅客出行。
2022年3月，澳門立法會直選議員林宇滔提出書面質詢，指位於輕軌站旁的交通樞紐已完入並進入移交程序；建設發展辦公室並於2020年第三季開展“媽閣交通樞紐優化工程”。媽閣交通樞紐自完工至今已閒置約兩年時間，當中有不少公共設施如巴士站、公共停車場、廣場等早已落成，若當局一直任由這些設施被閒置，形同浪費珍貴的公共資源。

### 局部啟用期間設施不完善
2022年12月3日，交通樞紐啟用首日，有市民特意到場打卡參觀，有市民相信待輕軌媽閣站開通後可吸引更多乘客及便利轉乘，並有市民建議在地面廣場增設多些公共或便民設施，同時由地面廣場到地下巴士站中途可增設更多指示牌。亦有行動不便長者反映，升降機外設有擋門，乘搭時需先自行開門才能進入造成不便，希望優化相關無障礙設施佈置。交通咨詢委員會委員黃萬濱認為，交通樞紐建成後對區內交通運載力有較大改善，認同先開放巴士站及停車場等設施，可緩解區內交通壓力及停車位不足問題，他又相信隨著其他部份逐步開放，總站內巴士路線將逐步增加，並建議政府持續完善鄰近路面設施。
交咨委黃萬濱又稱，交通樞紐之啟用正好為當區的交通填補空白，但交通樞紐內部分無障礙設施的貫通情況仍有改善空間，當局在運作初期多了解市民需求，及時作出優化處理；且行人通過地面廣場時會發出聲音，認為平整道路方面不夠完善，既然地面廣場已啟用，當局應為使用者提供安全環境。此外，當區一直缺乏停車場泊位，媽閣交通樞紐停車場的投入使用可有效解決停車難的問題，他在試用停車場後感覺良好，而且停車場可直通地面廣場及轉乘公交前往離島，未來更可轉乘輕軌前往位於離島的口岸及機場，對於連接澳門半島與離島的長遠交通發展有著重要的意義。他又提到，現時巴士及私家車的出入囗均與南灣湖景大馬路相連，該路段位於西灣大橋引橋入口，加上車速較快，建議適當加設減速提示牌，並考慮未來加建行人天橋，以取消現時連接西灣湖景大馬路兩側的斑馬線，以達到人車分流效果，亦更好保障行人過路安全。
啟用初期，有居民認為地面廣場的指示牌不清晰，從媽閣不太清晰如何進入巴士總站，建議地面廣場應加多些指示路牌。而升降機位置不清晰，對長者及行動不便人士不太方便；到達巴士站後發現指示才較清晰，且設計新，暫時對巴士站感到滿意，又認為巴士站上落客分流設計不錯。有居民亦表示不擔心像關閘地下巴士總站之前出現水浸的情況，相信啟用後期配套會完善。有行動不便人士表示 雖然廣場設有升降機前往地下巴士站及停車場，但在進入巴士站需要先打開防火玻璃門，對於行動不便尤其輪椅人士，在沒有人幫助的情況下較吃力。該人士指是特意到場熟習，從巴士站離開前往地面廣場要打開一道門才可以通往升降機，但坐在輪椅上難以開門，他亦嘗試了幾次才能成功開門，又指出現場指示不清晰的問題。
兩海坊會副理事長李仲言表示，隨着媽閣交通樞紐內巴士系統正式啟用，將有效改善區內南北交通擠塞問題，積極構建起以輕軌為主幹、巴士為基礎輔助的交通系統。 為方便居民使用，尤其長者盡量適應，建議透過媒體及坊會等向大眾特別是長者提供協助，鼓勵有需要人士使用無障礙設施，並在設施附近提供一些簡易圖文包及實境圖片，加強正確指引。總站開放初期，宜增加工作人員駐場，為有需要居民提供協助。
立法會直選議員兼傳新澳門協會理事長林宇滔認同當局分階段開放通樞紐設施，有助改善候車環境，緩解區內的交通壓力，他希望政府科學考慮市民的需求，完善交通樞紐的管理，令交通樞紐發揮更多作用。他表示交通樞紐建成已有一段時間，之前因輕軌媽閣站未有同時落成，一直閒置，不僅浪費資源，亦造成設施老化等維護問題，贊同媽閣交通樞紐巴士站及停車場率先開放使用，期望輕軌媽閣站盡快落成及啟用，為市民提供更多出行選擇。林宇滔指出，目前本澳部分交通樞紐缺乏整體規劃，管理上亦存在問題，未有發揮應有的功能，如澳門輕軌氹仔線中的柯維納馬路交通樞紐，原本規劃地下公共停車場有私家車泊位及電動車泊位，但現時僅供旅遊巴停放，很明顯未有充分發揮交通樞紐作用及轉乘作用，亦不利鼓勵居民選擇公交出行。他質疑政府管理過於死板，認為政府修訂公共泊車服務規章，公共停車場可用於提供公共泊車服務，建議利用柯維納公共停車場的空置地方，用作私家車泊位及電動車泊位，以提高公共停車場流轉率及使用率。
交通諮詢委員會委員古慶祥表示，交通樞紐啟用能透過整合各項公共交通工具，優化澳門半島與路氹之間的公交運輸接駁系統，提升公交服務的效率及水平。他認為無論如何優化，在早晚高峰時期必然存在著出行壓力。未來澳門將會以輕軌作為主要出行工具，有關系統能否改善市民出行習慣、舒緩半島交通，只能等輕軌真正投入使用後，才能體現出交通樞紐的真正效益。另外，古慶祥收到市民反映指，系統內似乎缺乏一些無障礙設施，部分有需要人士在使用樞紐內的電梯系統、閘門時略有不便。因此，古慶祥認為，除了空間和硬件外，政府亦要考慮不同類別人群的需求。建議當局在設施落成使用的初期，多了解社會大眾的實際需要，著重改善和優化各種設備的功能，令有關配套更符合市民出行訴求。
2022年12月4日，設施啟用第二日，繼續有不少市民前往參觀，有居住附近的居民表示失望，認為巴士總站規模小，通道不方便，設施更予殘舊之感。有首次使用該停車場的駕駛者表示出入閘需要手動，離開時再前往收費處排隊繳費，較為落後，建議盡快更換智能停車場閘門，對設施不便民表示失望。有由地面廣場步行至地下巴士站的居民表示，步行前往非常迂迴，對長者等行動不便人士較不友善。澳門街坊總會社會事務委員會主任張淑玲表示，交通樞紐能有效改善澳門半島西南面的交通壓力，冀分階段逐步完善巴士站及停車場的配套設施，如優化樞紐出入口周邊指示，增設無感支付系統，提供更多電動車充電設施，如期推進輕軌氹仔線延伸至媽閣站的工程建設，進一步發揮輕軌的集體運輸交通功能。
2023年6月11日，交通事務局回覆直選議員顏奕恆書面質詢時表示，交通樞紐出入口處已設有標誌牌，西灣湖景大馬路及媽閣上街鄰近區域亦設有交通指示牌，指引車輛前往氹仔、南灣及西灣等目的地。另外，澳門輕軌股份有限公司正對交通樞紐及輕軌媽閣站開展標識系統設計工作。隨著輕軌服務延伸，巴士服務將與輕軌服務緊密配合，包括研究優化途經媽閣區的巴士路線，做好巴士與輕軌的連接工作，便利輕軌乘客接駁巴士前往澳門各區。
2023年9月，媽閣站開通在即，中區社區諮詢委員會委員黃萬濱建議在該輕軌站開通前重新規劃步行及行車路網的設置，同時加建行人天橋，以滿足日後大量人、車流通行需要。
2023年11月，媽閣站確定在2023年12月開通，下環坊會擔憂受內港南雨水泵站影響，啟用後導致區內人流車流增加，加劇下環至媽閣一帶交通擠塞情況，希望政府檢視和梳理區內交通規劃。有交通咨詢委員會委員指，政府尚未公布輕軌媽閣站正式開通日子，希望多公布資訊讓社會了解進度，而交通樞紐隨輕軌站啟用後更多設施同步開放，周邊交通配套和行人設施須及早作規劃，做好人車分流措施、轉乘和景點指引等。他又建議因應情況加開巴士路線沿旅遊塔和西灣方向分流乘客至中區。

### 地庫一層巴士總站路面毀爛
2022月12月下旬，位於地庫一層的巴士總站內車道路面已出現大面積毀爛，多處出現坑洞，滿地沙石及水氹，存在安全隱患。車道路面部分範圍顏色深淺不一，疑似曾重鋪。巴士站上客區的路面多處損毀，出現脫皮的情況，滿地沙石。巴士站進入的落客區的路面損毀較嚴重，亦有部分位置出現不明原因的大面積水氹。
交通咨詢委員會委員黃萬濱建議當局盡快整修整條車道，同時應檢視其他巴士行經的位置及交通樞紐內的旅遊巴上落客區；他又建議當局進行工程招標時，應重視物料韌度、承載力及保修期，而非採用價低者得的方式。黃萬濱表示，媽閣交通樞紐內的巴士車道是建成一段時間後才投入使用，故當年使用的物料對比現時已不是較新的物料，但巴士車道啟用一個月便出現問題，建議當局應與承建商到場了解，及時處理。同時應檢視整個站內巴士途經位置會否有類似情況，以及檢視交通樞紐內的旅遊巴上落客區會否出現同樣情況，以免將來大量旅客來澳時再修補，廢時失事。
下環坊會會長張麗珍、副理事長羅錫坤聯同議員梁鴻細、顏奕恆到現場了解，發現路面有多處防滑層脫落，工程出現嚴重問題，情況堪憂。 他們敦促政府盡快調查媽閣交通樞紐道路工程出現使用問題的原因，並向社會公佈調查結果。同時要求承建商盡快承擔維修責任，保證維修工程質量。梁鴻細、顏奕恆強調，過去公共工程質量長期受社會所詬病，如公共房屋外牆石屎脫落、牆體甩磚等至今仍時有發生，更存在社區安全隱患。交通樞紐工程是一項重要民生工程，已投入巨額公帑。今次道路出現質量問題，無論是承建商還是政府缺乏監管，或屬個別事件，社會都難以接受。
公共建設局及交通事務局指，於早前已留意到相關情況，並已派員到現場跟進。經檢查車道結構層並無出現破損，初步評估為現有車道路面飾面層的強度及粘結力不足，在承受巴士的重量和行車摩擦力後，出現脫皮、破裂等情況。針對現場的路面破損問題，公共建設局已經安排原工程承建商跟進，並會於同年1月4日晚上開始進行修復工作，期間會先清除現有路面的飾面材料，以及進行初步處理。
2022年1月5日，運輸工務司司長羅立文稱，路面破損一定會有措施跟進處理，強調結構沒有問題，是飾面層有破損，目前已聯絡材料供應商，希望儘快來澳深入研究及檢視問題，將視乎建議再決定如何處理。
公共建設局表示，原工程承建商已清除路面的飾面材料，而通往巴士站的其中一條扶手電梯在上一日接受例行檢查，現已恢復正常使用。至於輕軌媽閣站仍在施工中，當局將其中一部升降機短期內開放使用，有需要市民可直達站內地下月台層，再沿無障礙通道前往巴士總站。
2023年2月中下旬，位於地庫一層的巴士總站落客區部分路段，將試點重鋪“改性瀝青”層，以進一步保證施工工藝及質量達標等條件。於地庫一層巴士站落客區約 800平方米路段試驗鋪設“改性瀝青”層，範圍約佔地庫一層行車路面的 20%，完成測試後才全面重鋪車道飾面。
2023年5月10日至15日，配合地庫一層餘下（80%）的巴士車道改性瀝青層鋪裝工作，期間巴士總站暫停使用，發車總站調整至“西灣湖景大馬路／媽閣碼頭”站。工程隨後按時完工，該重鋪路面的費用由承建商承擔，承建商並提供隨後的兩年保固期。

### 交通樞紐地面廣場工程質量問題
2023年1月，直選議員鄭安庭在書面質詢宣稱，收到市民反映媽閣交通樞紐地面廣場部份瓷磚疑似因固定不穩而發出的異響，廣場的瓷磚地面亦會形成積水；地庫巴士站的車道路面亦出現毀爛和坑洞。交通事務局代局長李頴康引述公共建設局回應，媽閣交通樞紐廣場範圍採用升高地台系統的設計，雨水透過地磚之間縫隙直接流入架空的排水層，達到迅速排水的目的。鄭安庭亦質問交通樞紐配套設施問題，交通局僅回應指交通樞紐內設數個商舖，澳門輕軌股份有限公司已著手準備相關招租工作，以提供更多的配套元素。另外，交通事務局會持續關注媽閣交通樞紐各類設施的使用情況，適時優化。

### 2023年6月16日晚間至6月17日凌晨暴雨
2023年6月16日晚間至6月17日凌晨，受一道活躍西南氣流和低壓槽影響下，地球物理暨氣象局一度發出紅色暴雨警告信號，期間交通樞紐和未啟用的輕軌站出入口滴水嚴重，大量雨水由出入口的坡道流入巴士站車道，但站內的去水位完全不能去水，需要現場職員動手掃走。而通往媽閣交通樞紐地下巴士站的扶手電梯的半開放空間，以及巴士站大堂仍有滴水，均以地拖桶接水及擺放小心地滑的告示牌。巴士車道則未見因淤塞導致水浸的情況。公共建設局表示，通往媽閣交通樞紐地下巴士站的扶手電梯半開放空間，因暴雨導致出現滴水及積水狀況，已先後聯同工程承建商、監理公司、設計單位，以及質量控制單位實地了解及跟進。期間發現早前重鋪瀝青路面後的沙泥沒有完全清理，在暴雨期間流入排水渠引致淤塞積水。經清理及疏通後，明渠已恢復正常排水。原為引入自然通風而採用的半開放設計空間，因應近日天氣仍不穩定和會有暴雨，會先採取臨時措施遮擋，並將參考是次情況考慮添加應對措施，減少暴雨期間雨水濺入室內和經戶外樓梯倒流入內。
2023年6月19日，運輸工務司司長羅立文表示，他自己在剛過去到場視察後，承認工程有問題，但不是有很大問題，現正跟進處理中。反問傳媒“有關工程咁大型，空間又大，下暴雨後係咪一定滴水不入？”並指“我自己間屋都入水”，不應小事化大。

### 上蓋建築維保工程
2023年8月，交通樞紐開放不足一年，工程卻長做長有，最新是部份上蓋建築正在進行「維保工程」。在輕軌站工程推進之時，近日部分上蓋建築搭起棚架和圍網，似要對外牆和頂部施工，未知是否要「治水」，解決下雨漏水問題。現場僅張貼告示稱「維保工程進行中」，而輕軌公司或公共建設局也未見有任何訊息發布。

### 交通樞紐行人設施不足
自澳門輕軌開通運營後，部分連接輕軌站的通道出現不足或缺陷，有市民表示連接媽閣廟至交通樞紐沿途缺乏遮陽設施，建議政府可增設風雨連廊，為居民及遊客遮陽擋雨往返媽閣廟或地面層的巴士中途站。
另有意見建議交通事務局重新對交通樞紐站進行重整，例如擴建巴士站並增設有蓋的風雨廊連接交通樞紐內部及輕軌媽閣站，加建行人天橋連接前往下環方向的巴士站及媽閣休憩區。市政署於2024年8月回覆澳門立法會議員質詢時表示，規劃中的澳門半島南岸海濱綠廊第三期工程正研究究建造橫跨西灣湖景大馬路行人天橋的可行性，並且收集規劃及交通部門的專業意見；同時正在優化交通樞紐周邊過路位置的工程，另於巴士中途站興建候車亭並已開展南岸海濱綠廊第三期編製工程計劃的前期工作。交通事務局另於2024年11月回覆澳門立法會議員書面質詢時表示，澳門輕軌股份有限公司已持續優化輕軌站及交通樞紐的標識指示。